# Eskalera Karakola

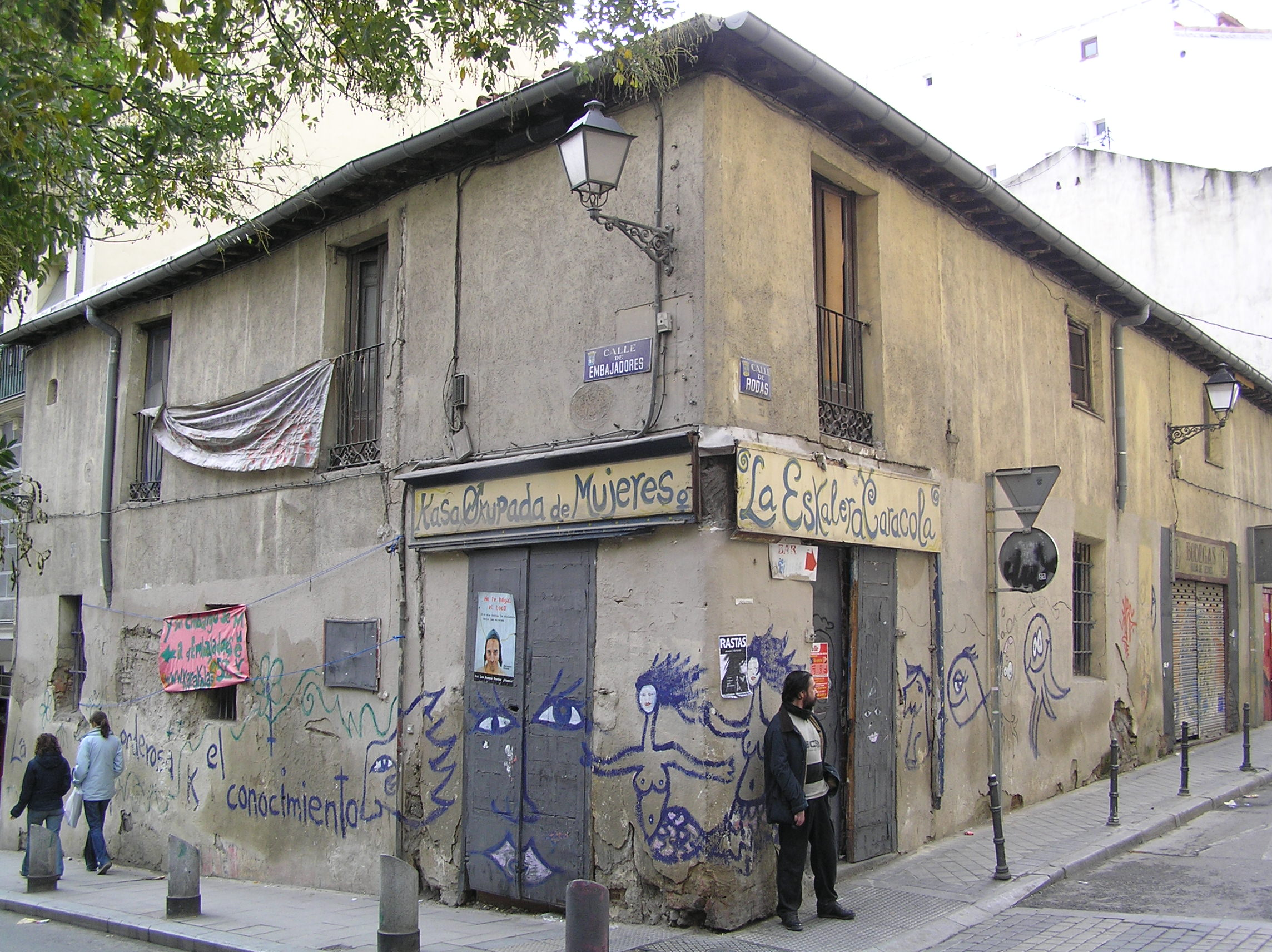
Eskalera Karakola

Eskalera Karakola ist eine Hausbesetzung in Madrid, Spanien, die von Feministinnen in kollektiver Selbstverwaltung besetzt wird. Das Haus lag 1996–2005 in Lavapiés und liegt jetzt an der Calle Embajador. Die Besetzung organisiert Aktivitäten, die sich auf häusliche Gewalt und das Prekariat der Frauen im post-industriellen Kapitalismus konzentriert. 2002 wurde ein „Labor für Frauenarbeit“ gegründet, mit antirassistischen Aktivitäten speziell für Immigrantinnen aus Spanien. Eskalera Karakola hilft außerdem bei der Organisation der Gay Pride und des Forums „Women and Architecture“. Dazu hilft man Bewegungen, die eine Alternative zur Globalisierung schaffen wollfen, wie z. B. dem European Social Forum. Die Besetzung ist Teil des nextGENDERation Netzwerks.

## Kritik
Einige der in die Besetzung involvierten Personen wurden kritisiert für ihre sexistische Ideologie. Einige Feministinnen warfen dabei Männer raus.